# Eudiaptomus chappuisi
Eudiaptomus chappuisi é uma espécie de crustáceo da família Diaptomidae.
É endémica de Marrocos.